# SN 2010jw
SN 2010jw – supernowa typu Ic odkryta 14 listopada 2010 roku w galaktyce IC2394. W momencie odkrycia miała maksymalną jasność 17,50m.